# Aéroport international de Oaxaca
L'aéroport international de Xoxocotlán (code IATA : OAX • code OACI : MMOX) (χoχokot͡ɬán en espagnol mexicain) est un aéroport international situé à Oaxaca, dans l'État de Oaxaca, dans le Sud du Mexique. L'aéroport dispose d'un seul terminal qui gère le trafic aérien national et international. Un salon d'aéroport exploité par Global Lounge Network est situé au terminal.

## Situation
| \| 500 km1:6 468 000 \| Acapulco Aguascalientes Huatulco Campeche Cancún Chetumal Chihuahua Ciudad · del Carmen Ciudad Juárez Ciudad · Obregón Ciudad · Victoria Colima Cozumel Culiacán Guanajuato Durango Guadalajara Hermosillo Ixtapa · Zihuatanejo La Paz San José · del Cabo Los Mochis Matamoros Mazatlán Mérida Mexicali Mexico B.J. Mexico F.A. Minatitlán Monterrey Morelia Nuevo · Laredo Oaxaca Playa · de Oro Puebla Puerto · Escondido Puerto · Vallarta Querétaro Reynosa San Luis · Potosí Tampico Tapachula Tepic Tijuana Toluca Torreón Tuxtla Gutiérrez Uruapan Veracruz Villahermosa Zacatecas |
| 500 km1:6 468 000 |

## Statistiques
En 2017, l'aéroport a traité 862 286 passagers et en 2018, 951 037 passagers.
Pour des raisons techniques, il est temporairement impossible d'afficher le graphique qui aurait dû être présenté ici.

Voir la requête brute et les sources sur Wikidata.

## Compagnies aériennes et destinations

### Passager
| Compagnies         | Destinations |
| ------------------ | --- |
| Aeromar            | Mexico-B. Juárez |
| Aeroméxico         | En saison : Mexico-B. Juárez |
| Aeroméxico Connect | Mexico-B. Juárez |
| Aerotucán          | Huatulco, Ixtepec, Puerto Escondido |
| Aerovega           | Huatulco, Puerto Escondido |
| American Eagle     | Dallas-Fort Worth |
| Interjet           | Mexico-B. Juárez |
| TAR Aerolineas     | Guadalajara-M. Hidalgo y Costilla, Huatulco, Querétaro                                                                                     |
| United Express     | Houston-George Bush |
| VivaAerobus        | Mexico-B. Juárez, Monterrey-M. Escobedo |
| Volaris            | Cancún, Guadalajara-M. Hidalgo y Costilla, Los Angeles, Mérida C. Rejón, Mexico-B. Juárez, Monterrey-M. Escobedo , Tijuana-A. L. Rodríguez |

Édité le 21/06/2019

## Itinéraires les plus fréquentés
| Rang | Ville                                         | Les passagers | Classement | Compagnie aérienne                                         |
| ---- | --------------------------------------------- | ------------- | ---------- | ---------------------------------------------------------- |
| 1    | Modèle:Country data Mexico City , Mexico      | 341 691       | Stable     | Aeromar, Aeroméxico, Aeroméxico Connect, Interjet, Volaris |
| 2    | Modèle:Country data Baja California , Tijuana | 61 201        | Stable     | Volaris                                                    |
| 3    | Nuevo León , Monterrey                        | 27 527        | Stable     | VivaAerobus                                                |
| 4    | Jalisco , Guadalajara                         | 21 323        | Stable     | TAR, Volaris                                               |
| 5    | Oaxaca , Huatulco                             | 4 150         | 1          | Aerotucán, Aerovega, TAR                                   |
| 6    | Chiapas , Tuxtla Gutiérrez                    | 2 837         | 1          | Aeromar, TAR                                               |
| 7    | Querétaro , Querétaro                         | 1 140         | 4          | LE GOUDRON                                                 |
| 8    | Yucatán , Mérida                              | 460           | 1          | Aeromar                                                    |
| 9    | Chiapas , Tapachula                           | 257           | dix        |                                                            |
| dix  | Quintana Roo , Cancún                         | 186           | 1          |                                                            |

## Nom
Le nom de l'aéroport est dû à son emplacement dans la municipalité de Santa Cruz Xoxocotlán, une banlieue sud de la ville de Oaxaca . 

## Voir également
- Liste des aéroports les plus fréquentés au Mexique